# Praça Doutor Maurício Cardoso

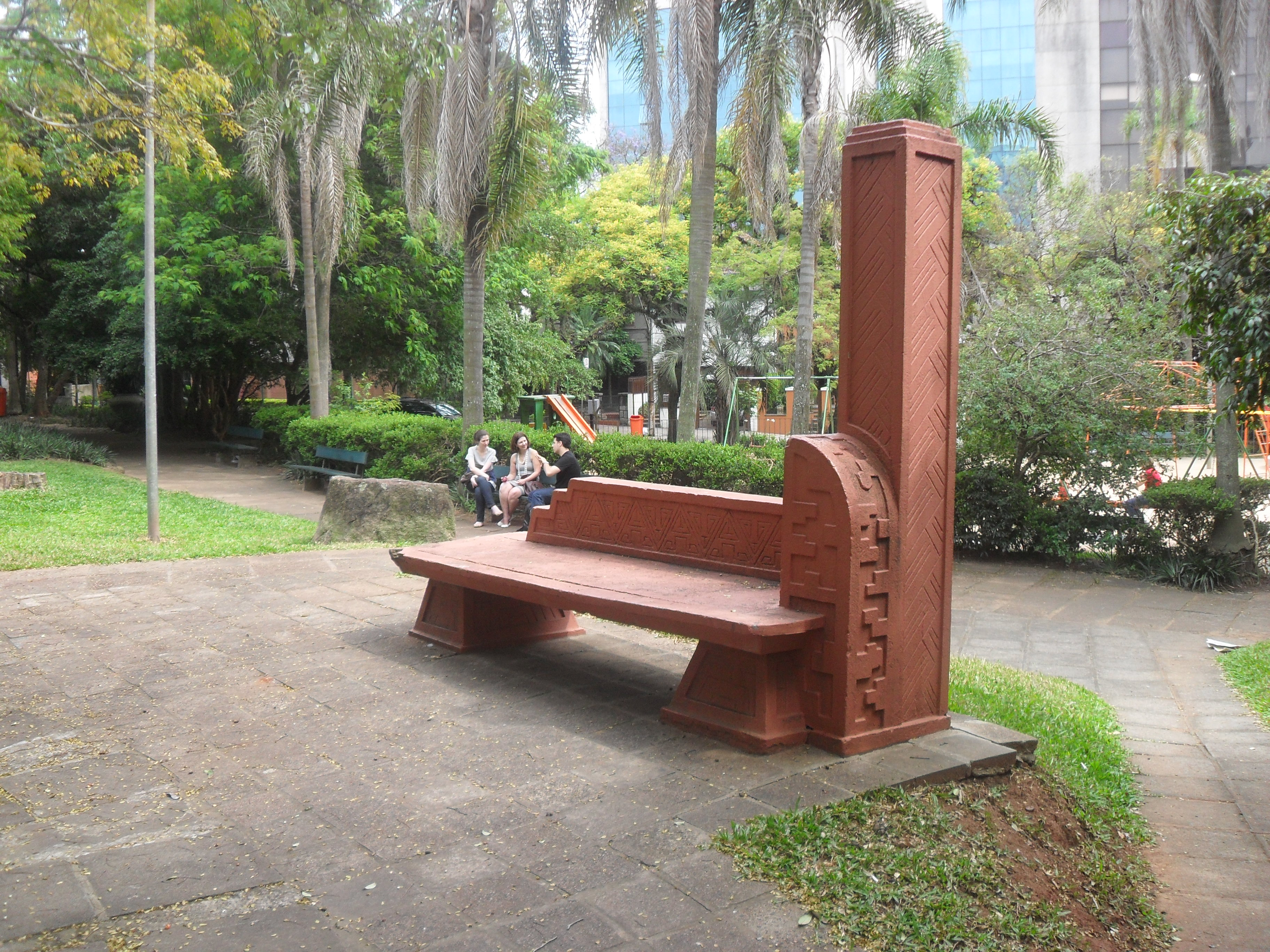
Vista da Praça Doutor Maurício Cardoso

A Praça Doutor Maurício Cardoso é uma praça localizada na cidade brasileira de Porto Alegre, capital do estado do Rio Grande do Sul. Situa-se entre as ruas Félix da Cunha e Tobias da Silva, no bairro Moinhos de Vento.
A praça foi implantada com o loteamento do Arraial de São Manoel, que se abriu em terrenos pertencentes a Maurícia Cândida da Fontoura Freitas e a Fernando de Freitas Travassos, no ano de 1878. Chamava-se então Praça São Manoel, na qual foi lançada, em 24 de fevereiro daquele ano, a pedra fundamental de uma capela homônima. Essa capela chegou a ser sede de um curato (1912), mas este foi transferido em 1917 para a Igreja São Pedro, na Avenida Cristóvão Colombo. O logradouro teve seu nome alterado para o atual - uma homenagem a Maurício Cardoso - pelo decreto nº 34, de 21 de outubro de 1938.
Ocupando uma área de 6420 m², a praça contém um espelho d'água, parque infantil, monumentos, bancos e vasos ornamentais em estilo marajoara.